# Windmill Hill
El Pujol de Windmill o Windmill Hill, en anglès, és un recinte de dic interromput, en anglès causewayed enclousure, neolític al comtat anglès de Wiltshire, situat al voltant de 2 quilometres (1.2 mi) al nord-oest d'Avebury. És l'exemple més gran del seu tipus a les Illes Britàniques que tanca una àrea de 85.000 metres quadrats. El pujol de Windmill forma part del conjunt megalític de Stonehenge, Avebury i llocs relacionats que va ser proclamat Patrimoni de la Humanitat per la Unesco l'any 1986.
El lloc va ser ocupat per primera vegada al voltant de 3800 aC, encara que l'única prova és una sèrie de pous aparentment excavats per una societat agrària que utilitzava ceràmica del tipus Hembury.
En una fase posterior, circa 3300 aC., tres rases concèntriques segmentades es van col·locar al voltant del cim del pujol, les parts més allunyades amb un diàmetre de 365 metres. Els terraplens interrompent les rases varien en amplària des d'uns pocs centímetres fins a 7 m. El material de les rases s'amuntegaven per crear bancs interns, les rases més profundes i els bancs més grans estan en el circuit exterior.
El lloc va ser excavat l'any 1926 per Harold St George Gray, el treball del qual va catalogar el lloc com del tipus anomenat causewayed camp, com se'ls anomenava llavors.
La ceràmica en el fons de les rases, o dics, era de l'estil propi de la cultura de Windmill Hill. Capes d'ocupació superiors contenen ceràmica Peterborough primerenca, i després varietats tardana de Mortlake i Fengate. Grans quantitats d'os, tant humans com a animals van ser recuperats del farciment de la rasa. El campament es va mantenir en ús en tota la resta del Neolític amb ceràmica Grooved i gots campaniformes han estat trobat en els dipòsits més tardans. Un túmul campaniforme de l'edat del bronze posteriorment es va construir entre els anells interior i intermedi.
Michael Dames (vegeu Referències), va formular una teoria composta de rituals estacionals, en un intent d'explicar Windmill Hill i els seus llocs associats (West Kennet Long Barrow, el henge de Avebury, El Santuari i Silbury Hill).